# Casa Carner
La Casa Carner és una obra de la Garriga (Vallès Oriental) protegida com a Bé Cultural d'Interès Local.

## Descripció
Es tracta d'un edifici de planta rectangular amb jardí que consta de soterrani, planta baixa i planta pis.
La composició de la façana principal és simètrica i equilibrada. Està dividida en tres trams dels quals destaca l'entrada centralitzada que està flanquejada per quatre pilastres: dues que enllacen amb les columnes que flanquegen el balcó de la planta pis i dues més que flanquegen la porta principal. Per dalt, aquest cos central és remarcat per un frontó circular que parteix de les columnes de la planta pis. Les obertures són de llinda plana emmarcades i a la planta baixa es combinen amb frontons a les llindes, arcs de mig punt i ulls de bou. La porta d'entrada té una tarja de ventall amb decoracions amb ferro forjat; al damunt una balconada amb barana balustrada fa de marquesina a la porta d'accés. Les obertures estan tancades amb persianes de llibret mòbil de color blau cel.
L'edifici es corona amb una coberta a quatre vessants, amb teules planes vidrades, negres i vermelles, disposades dibuixant greques. Els careners són ressaltats amb les teules de color negre. La coberta finalitzada amb una cornisa motllurada amb petites carteles. Cal destacar vuit xemeneies de ceràmica vidrada vermella, un penell i una torreta de planta cilíndrica i coberta de volta amb aplicació de rajoles vermelles i negres seguint els colors de les teules.
El revestiment de les façanes que comencen a partir d'un sòcol de pedra que coincideix amb el soterrani és estuc, actualment de color salmó. Motllures a la línia d'imposta marquen la separació entre la planta baixa i la planta pis. A les cantonades hi ha pilastres en relleu, coronades per capitells corintis a l'altura de la cornisa.
Per la part del darrere, una escala amb barana de pedra enllaça la casa amb el jardí. Per la part de la Ronda del Carril el mur és estucat i les baranes són de ferro colat i estan collades entre pilastres. La porta d'entrada és de ferro colat i està flanquejada per dues pilastres coronades per dues gerres.